# Tallinns spårväg

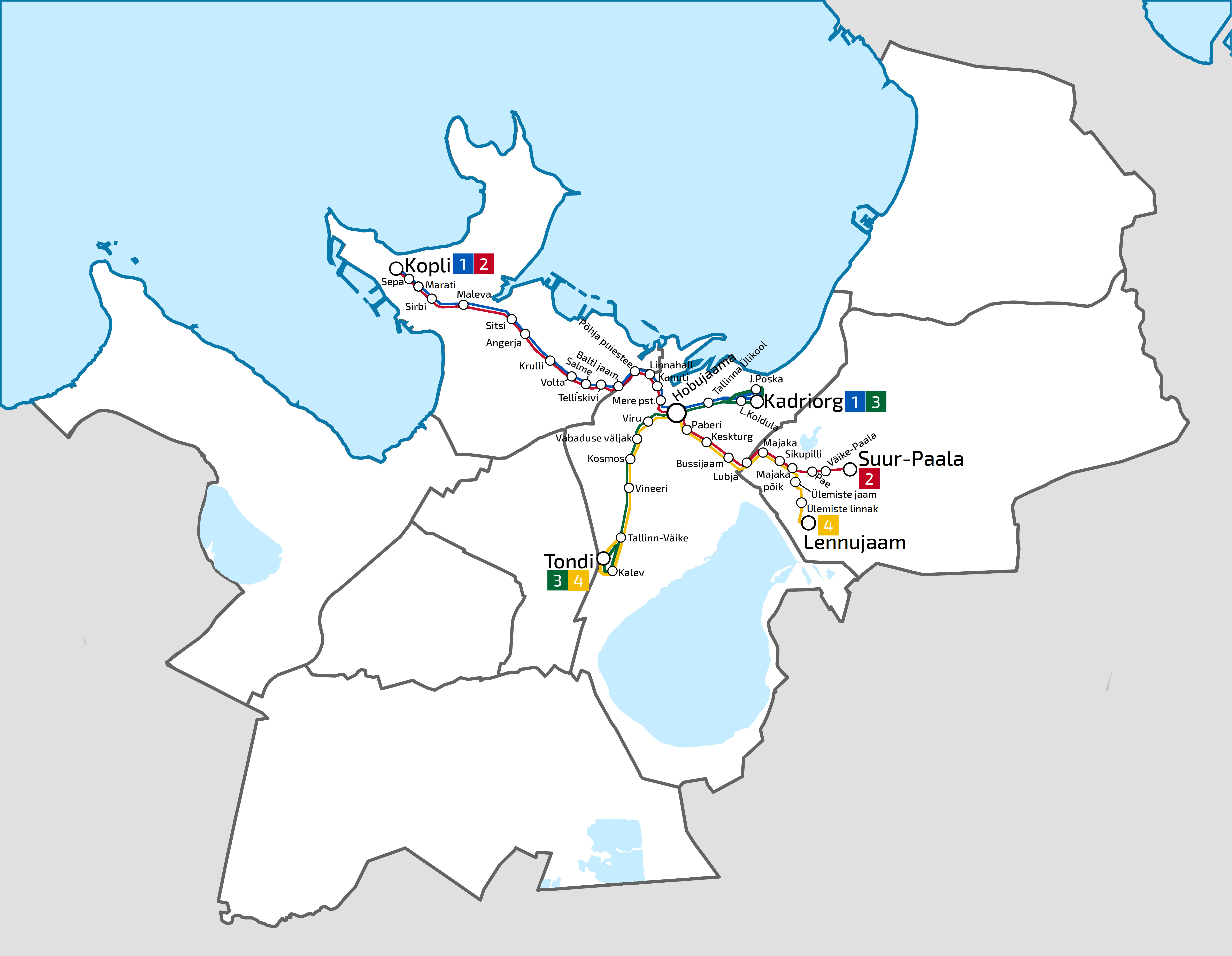
Tallinns spårvägsnät

Tallinns spårväg är en del av lokaltransportsystemet i Tallinn i Estland.
I Estland finns spårvagnsnät endast i Tallinn. Den första spårvagnslinjen öppnades med hästspårvagn 1886 och 1902 var spårlängden 7,2 kilometer. Från 1931 elektrifierades spårvägen och nätet var 1940 13,4 kilometer. I samband med Estlands självständighet avbröts ett projekt med omfattande utbyggnad av nätet till förorterna i öster och väster.
Spårvägen har smalspår (1 067 millimeter).

## Linjer
| Linje | Ändhållplatser                             |
| ----- | ------------------------------------------ |
| 10    | Kopli – Kadriorg                           |
| 2     | Kopli – Suur-Paala                         |
| 3     | Tondi – Kadriorg                           |
| 4     | Tondi – Tallinns internationella flygplats |

## Fordon
Spårvägen trafikeras med två typer av spårvagnar från Tatra: KT4 och KT6 med tillbyggd mellandel med låggolv, samt CAF Urbos AXL.
År 2018 hade transportbolaget 70 ekipage i trafik.
Till spårvägen hör två spårvagnsdepåer: en vid Pärnuvägen och en i Kopli.

## Bildgalleri

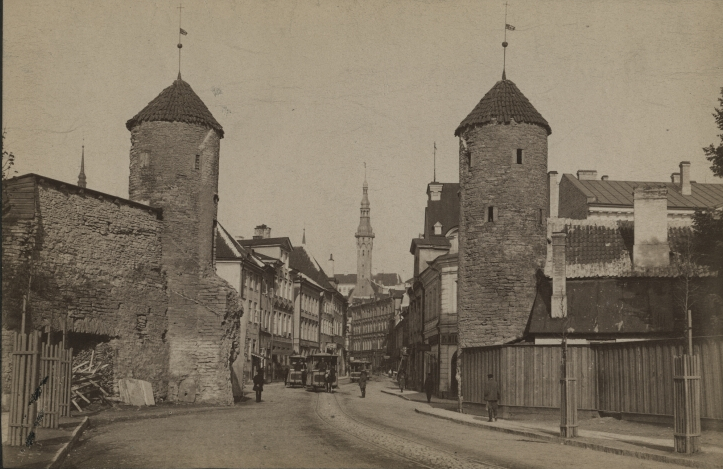
Hästspårvagn vid Viruporten i östra delen av Tallinns stadsmur 1888
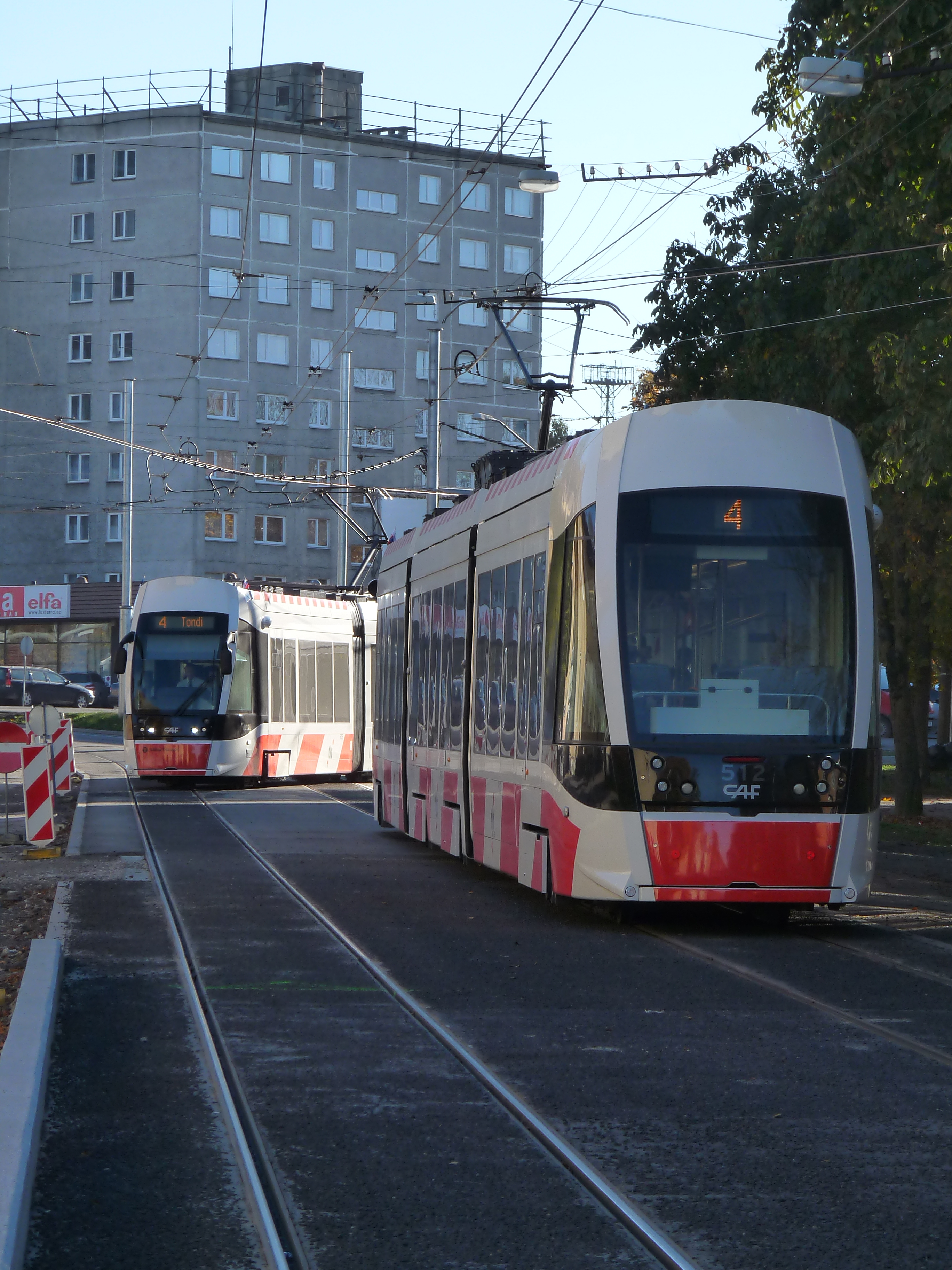
CAF Urbos-spårvagnar i Majaka
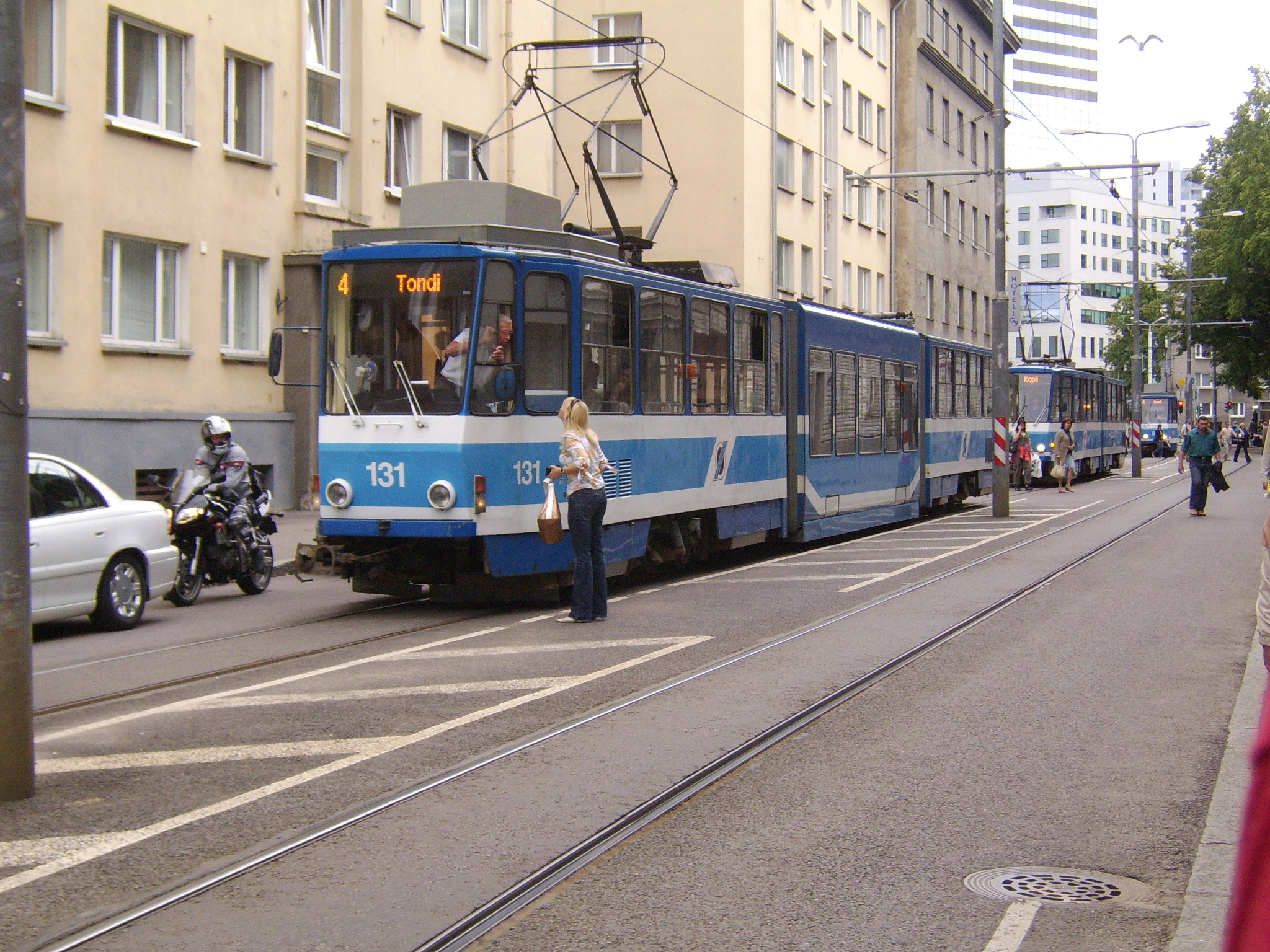
Spårvagnar på Tartugatan, 2006
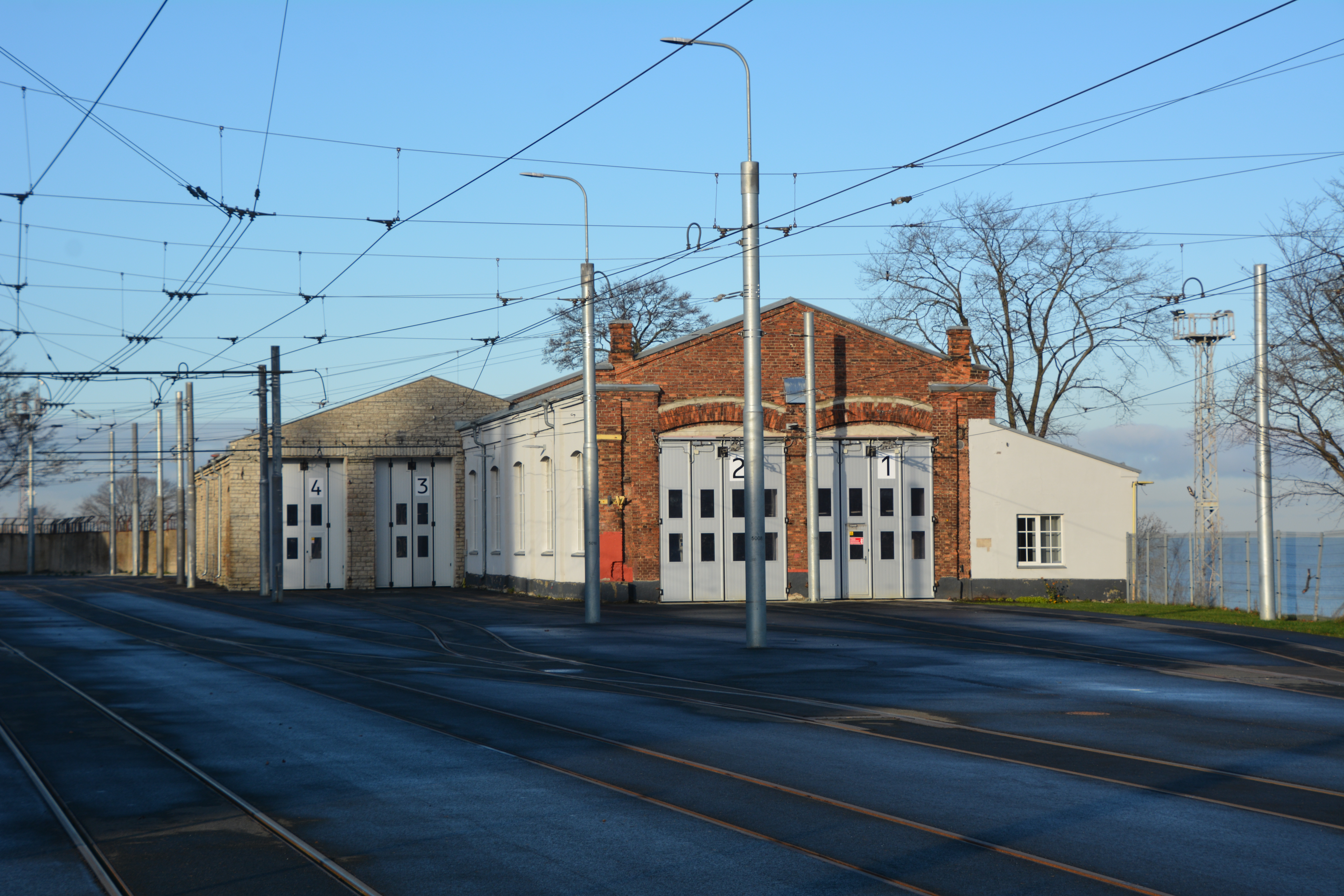
Spårvagnsdepån i Kopli
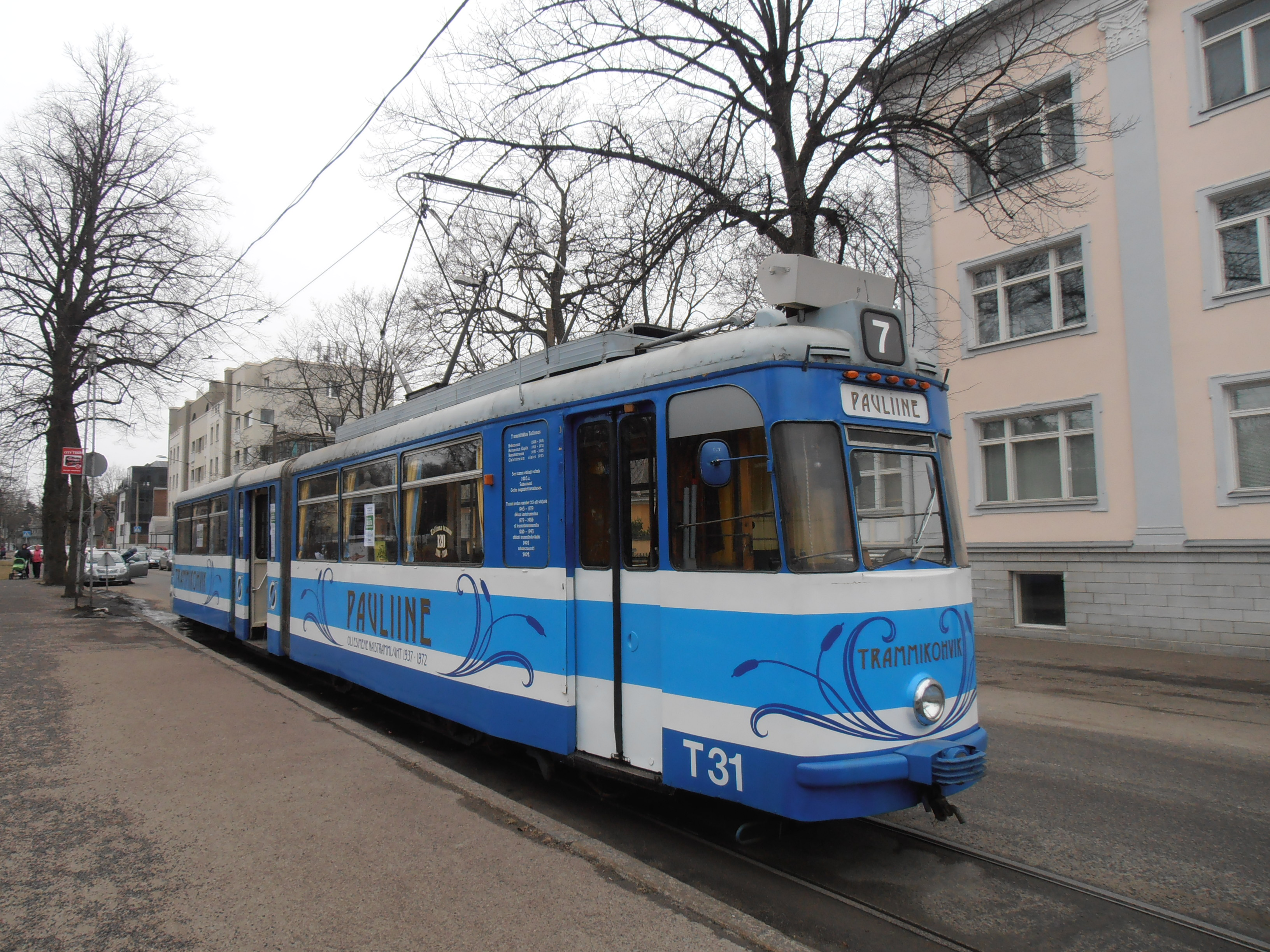
Gotha T31 partyvagn "Pauline", 2012